# South East England
| South East England             | South East England                 |
| ------------------------------ | ---------------------------------- |
| Karte                          |                                    |
| Geografie                      |                                    |
| Fläche                         | 19.096 km²                         |
| Verwaltungssitz                | Guildford                          |
| Demografie                     |                                    |
| Bevölkerung Bevölkerungsdichte | 8.724.737 (2012) 457 Einwohner/km² |

South East England (englisch für Südostengland) ist eine der neun Regionen Englands. Der Sitz der Verwaltungsbehörden ist in Guildford. Zu dieser Region gehören sechs Verwaltungsgrafschaften (Non-Metropolitan Counties) und dreizehn Unitary Authorities (selbständige Stadtkreise).
| Karte                          | Zeremonielle Grafschaft   | Non-metropolitan county / Unitary Authority | Districts, Boroughs und Cities / Unitary Authority |
| ------------------------------ | ------------------------- | --- | -------------------------------------------------- |
|                                | 1. Berkshire *            | 1. Berkshire * | a) West Berkshire U.A.                             |
| b) Reading U.A.                | 1. Berkshire *            | 1. Berkshire * |                                                    |
| c) Wokingham U.A.              | 1. Berkshire *            | 1. Berkshire * |                                                    |
| d) Bracknell Forest U.A.       | 1. Berkshire *            | 1. Berkshire * |                                                    |
| e) Windsor and Maidenhead U.A. | 1. Berkshire *            | 1. Berkshire * |                                                    |
| f) Slough U.A.                 | 1. Berkshire *            | 1. Berkshire * |                                                    |
| Buckinghamshire                | 2. Buckinghamshire U.A.   | 2. Buckinghamshire U.A. |                                                    |
| Buckinghamshire                | 3. Milton Keynes U.A.     | |                                                    |
| East Sussex                    | 4. East Sussex            | a) Hastings, b) Rother, c) Wealden, d) Eastbourne, e) Lewes |                                                    |
| East Sussex                    | 5. Brighton and Hove U.A. | |                                                    |
| Kent                           | 6. Kent                   | a) Dartford, b) Gravesham, c) Sevenoaks, d) Tonbridge and Malling, e) Tunbridge Wells, f) Maidstone, g) Swale, h) Ashford, i) Folkestone and Hythe, j) Canterbury, k) Dover, l) Thanet |                                                    |
| Kent                           | 7. Medway U.A.            | |                                                    |
| 8. Oxfordshire                 | 8. Oxfordshire            | a) Oxford, b) Cherwell, c) South Oxfordshire, d) Vale of White Horse, e) West Oxfordshire                                                                                              |                                                    |
| 9. Surrey                      | 9. Surrey                 | a) Spelthorne, b) Runnymede, c) Surrey Heath, d) Woking, e) Elmbridge, f) Guildford, g) Waverley, h) Mole Valley, i) Epsom and Ewell, j) Reigate and Banstead, k) Tandridge            |                                                    |
| 10. West Sussex                | 10. West Sussex           | a) Worthing, b) Arun, c) Chichester, d) Horsham, e) Crawley, f) Mid Sussex, g) Adur |                                                    |
| Hampshire                      | 11. Hampshire             | a) Fareham, b) Gosport, c) Winchester, d) Havant, e) East Hampshire, f) Hart, g) Rushmoor, h) Basingstoke and Deane, i) Test Valley, j) Eastleigh, k) New Forest                       |                                                    |
| Hampshire                      | 12. Southampton U.A.      | |                                                    |
| Hampshire                      | 13. Portsmouth U.A.       | |                                                    |
| 14. Isle of Wight              |                           | |                                                    |

Im Vergleich mit dem BIP der EU ausgedrückt in Kaufkraftstandards erreicht die Region einen Index von 118 (EU-28=100) (2015) und ist damit nach London die wohlhabendste des Landes.